# Cathedra
Cathedra es un género de plantas con flores con 21 especies pertenecientes a la familia de las olacáceas.

## Especies seleccionadas
- Cathedra acuminata Miers
- Cathedra aestuaria Sleumer
- Cathedra bahiensis Sleumer